# 1926年の音楽
1926年の音楽（1926ねんのおんがく）では、1926年（昭和元年）の世界の音楽分野の動向についてまとめる。
1925年の音楽 - 1926年の音楽 - 1927年の音楽

## 概要
- 1月 - ブラインド・レモン・ジェファーソンが初めて自己名義でレコーディングを行い、のちに黒人社会で人気ブルースシンガーとなった[1]。
- 4月26日 - エドガー・ヴァレーズ作曲の「アメリカ」がフィラデルフィア管弦楽団により初演。
- 5月12日 - ドミートリイ・ショスタコーヴィチ作曲の「交響曲第1番」がレニングラード・フィルハーモニー交響楽団により初演。
- 6月26日 - レオシュ・ヤナーチェク作曲の「シンフォニエッタ」がヴァーツラフ・ターリヒの指揮により初演。
- 10月5日 - 新交響楽団（後のNHK交響楽団）結成
- 10月21日 - カール・ニールセン作曲の「フルート協奏曲」がパリで初演。
- 11月27日 - バルトーク・ベーラ作曲の「中国の不思議な役人」がドイツで初演。道徳的な理由から市長から演奏を禁止される。

## 世界の出版楽曲
- アーヴィング・バーリン「ブルー・スカイ」
- アレクサンドル・モソロフ「鉄工場」「4つの新聞記事」
- キッド・オリー「マスクラット・ランブル」
- ジャック・パルマーとスペンサー・ウィリアムズ「いい娘をみつけた」
- ジャン・シベリウス「タピオラ」「テンペスト」
- ジョージ・ガーシュウィン、アイラ・ガーシュウィン「サムワン・トゥ・ウォッチ・オーバー・ミー」
- ジョージ・ガーシュウィン「3つの前奏曲」
- スペンサー・ウィリアムズ「ベイズン・ストリート・ブルース」
- セルゲイ・ラフマニノフ「3つのロシアの歌」
- ドミートリイ・ショスタコーヴィチ「ピアノソナタ第1番」
- パウル・ヒンデミット「吹奏楽のための協奏音楽」
- バルトーク・ベーラ「戸外にて」
- バレエ・リュス「鋼鉄の歩み」
- フランシスコ・カナロ「最後の盃」
- フランシス・プーランク「ピアノ、オーボエとファゴットのための三重奏曲」
- ヘレン・ビーマー「ハワイアン・ウェディング・ソング」
- モーリス・ラヴェル「マダガスカル島民の歌」
- ルイ・アームストロング「ヒービー・ジービーズ」
- レオシュ・ヤナーチェク「シンフォニエッタ」

## 日本の出版楽曲
- 「尼崎市歌」
- 時雨音羽・佐々紅華「君恋し」
- 福武周夫、信時潔「全国中等学校優勝野球大会の歌」

## 結成
- NHK交響楽団
- プラハ放送交響楽団

## 誕生
- 1月3日 - ジョージ・マーティン（音楽プロデューサー、+2016年・90歳没）
- 1月4日 - 中島靖子（邦楽家、+2021年・95歳没）[2]
- 1月10日 - 織井茂子（歌手、+1996年・70歳没）
- 1月19日 - 巖本真理（ヴァイオリニスト、+1979年・70歳没）
- 1月20日 - デイヴィッド・チューダー（ピアニスト・作曲家、+1996年・70歳没）
- 1月20日 - 浪花歌笑（浪曲師、+2013年・87歳没）
- 1月22日 - オーレル・ニコレ（フルート奏者、+2016年・90歳没）
- 2月6日 - ナンシー・オーバートン（歌手、ザ・コーデッツ、+2009年・83歳没）
- 2月17日 - フリードリヒ・チェルハ（指揮者、+2023年・96歳没）[3]
- 2月19日 - クルターグ・ジェルジュ（作曲家・ピアニスト）
- 3月9日 - 塚田茂（演出家、放送作家、作詞家、+2008年・82歳没）
- 3月11日 - イルハン・ミマールオール（ミュージシャン、+2012年・86歳没）
- 3月16日 - 辻久子（ヴァイオリニスト、+2021年・95歳没)[4]
- 3月20日 - 桜井センリ（ミュージシャン・コメディアン、+2012年・86歳没）
- 3月25日 - リズ・オルトラーニ（作曲家、+2014年・87歳没）
- 4月4日 - リシャルト・バクスト（ピアニスト、+1999年・72歳没）
- 4月6日 - ランディ・ウェストン（ジャズピアニスト、+2018年・92歳没）
- 4月11日 - ジェルヴァース・ドゥ・ペイエ（クラリネット奏者・指揮者、+2017年・90歳没）
- 4月13日 - コズィモ・マタッサ（レコーディングエンジニア、+2014年・88歳没）
- 4月18日 - マイロン・ブルーム（ホルン奏者、+2019年・93歳没）
- 5月15日 - ベン・ジョンストン（作曲家、+2019年・93歳没）
- 5月23日 - ヴォルフガング・マルシュナー（ヴァイオリニスト、+2020年・93歳没）
- 5月24日 - 安藤昇（ヤクザ・俳優・小説家・歌手、+2015年・89歳没）
- 5月26日 - ジョーゼフ・ホロヴィッツ（指揮者、+2022年・95歳没）
- 5月26日 - マイルス・デイヴィス（ジャズトランペッター、+1991年・65歳没）
- 6月1日 - マリリン・モンロー（女優・モデル・歌手、+1962年・36歳没）
- 6月1日 - アンディ・グリフィス（俳優・歌手・作家、+2012年・86歳没）
- 6月3日 - ヤネス・マティチッチ（ピアニスト、+2022年・95歳没）
- 6月6日 - クラウス・テンシュテット（指揮者、+1998年・71歳没）
- 6月12日 - 茨木のり子（詩人・作家・脚本家・作詞家、+2006年・79歳没）
- 7月1日 - ハンス・ヴェルナー・ヘンツェ（作曲家、+2012年・86歳没）
- 7月14日 - 水木かおる（作詞家、+1998年・71歳没）
- 7月14日 - ヤン・クレンツ（指揮者、+2020年・94歳没）[5]
- 8月8日 - アービー・グリーン（ジャズ・トロンボーン奏者、+2018年・92歳没）
- 8月10日 - マリー＝クレール・アラン（オルガニスト、+2013年・86歳没）
- 8月10日 - 京山幸枝若（浪曲師、+1991年・64歳没）
- 8月15日 - ジュリアス・カッチェン（ピアニスト、+1969年・42歳没）
- 9月1日 - フランコ・グッリ（ヴァイオリニスト、+2001年・75歳没）
- 9月7日 - ロニー・ギルバート（歌手・女優、ウィーヴァーズ、+2015年・88歳没）
- 9月8日 - ブーペン・ハザリカ（歌手、+2011年・85歳没）
- 9月23日 - ジョン・コルトレーン（ジャズサックス奏者、+1967年・40歳没）
- 9月26日 - ジュリー・ロンドン（女優・歌手、+2000年・74歳没）
- 10月4日 - 三和完児（タレント、作詞・作曲家、音楽評論家）
- 10月6日 - ハンスハインツ・シュネーベルガー（ヴァイオリニスト、+2019年・93歳没）
- 10月12日 - 松本英彦（テナーサックス奏者、+2000年・73歳没）
- 10月12日 - 横井弘（作詞家、+2015年・86歳没）
- 10月13日 - レイ・ブラウン（ジャズミュージシャン、+2002年・75歳没）
- 10月15日 - カール・リヒター（指揮者、オルガン・チェンバロ奏者、+1981年・54歳没）
- 10月18日 - チャック・ベリー（ミュージシャン、+2017年・90歳没）
- 10月25日 - ガリーナ・ヴィシネフスカヤ（ソプラノ歌手、+2012年・86歳没）
- 10月25日 - ジョン・モリス（作曲家、+2018年・91歳没）
- 10月25日 - ジミー・ヒース（ジャズ・サックス奏者、+2020年・93歳没）[6]
- 10月30日 - ディーター・ツェヒリン（ピアニスト、+2012年・85歳没）
- 11月4日 - 小松方正（俳優・声優・歌手、+2003年・76歳没）
- 11月7日 - ジョーン・サザーランド（ソプラノ歌手、+2010年・83歳没）
- 11月10日 - 三島敏夫（歌手、+2014年・87歳没）
- 11月19日 - 原信夫（ジャズミュージシャン、原信夫とシャープス&フラッツ、+2021年・94歳没）[7]
- 11月20日 - 胡美芳（歌手、+2009年・82歳没）
- 12月25日（戸籍上は1927年2月25日） - 植木等（コメディアン・俳優・歌手、クレージーキャッツ、+2007年・80歳没）
- 12月25日 - エンリケ・ホリン（ヴァイオリニスト・音楽監督、+1987年・60歳没）
- 月日不明 - 田野邊ノリ（声楽家、+2017年・91歳没）
- 月日不明 - 鍋島直昶（ジャズ・ヴィブラフォン奏者、+2021年・94歳没）[8]
- 月日不明 - 三浦康照（作詞家、+2016年・90歳没）

## 死去
- 3月3日 - ユリウス・エプシュタイン、ピアニスト（* 1832年）
- 7月4日 - シャルル・ルルー、作曲家（* 1851年）
- 7月26日 - エラ・アダイェフスカヤ、ピアニスト・作曲家・民族音楽学研究家（* 1846年）